# BlackBerry World
黑莓世界（英文：BlackBerry App World）是一個曾由黑莓公司為BlackBerry 10、BlackBerry Tablet OS、BlackBerry OS創建的服務，於2009年4月1日創立，允許用戶瀏覽和下載一些由第三方開發商開發的應用程序。用戶可以購買或免費試用，讓該應用程序直接下載到部分BlackBerry手機中。2022年1月停运。

## 歷史与现况
2008年10月21日，RIM在黑莓開發者大會宣布，公司將創立一個應用程序商店。 同時，RIM宣布商店定於2009年3月開放，並且將努力配合PayPal的服務。
2009年3月4日，RIM正式命名商店為BlackBerry App World。
随后RIM宣布，商店最初只適用於加拿大、英國及美國。服務暫時只提供英文版。應用程序分為免費和付費(美元2.99-$999.99)兩種。開發者需要支付200美元費用參計劃。2009年4月1日,在CTIA的貿易展,RIM宣布，App World已經開始運行。
2018年4月1日，黑莓宣布旗下Blackberry World正式停止支付服务，全面转为免费商店。
2020年5月29日，所有黑莓10手机用户收到了Blackberry World版本为5.4.0.8的更新，并被告知需要在5月30日前升级，否则将无法继续使用Blackberry World。黑莓此前曾经宣布在2019年后停止运营Blackberry World，而这次更新则表示黑莓将继续维护Blackberry World。
2022年1月，该服务停运。

## 外部連結
- 黑莓世界（页面存档备份，存于）